# Heather Bergsma
Pour les articles homonymes, voir Richardson et Bergsma.
Heather Bergsma, née Richardson le 20 mars 1989 à High Point (Caroline du Nord) est une patineuse de vitesse américaine active depuis 2008. Elle est spécialiste des courtes distances (de 500 et 1 000 m). Elle a participé à deux éditions des Jeux olympiques d'hiver en 2010 et en 2014, avec comme meilleur résultat une sixième place au 500 m en 2010. Elle devient championne du monde du sprint en 2013 et du 500 mètres en 2015.
Elle se marie au patineur de vitesse néerlandais Jorrit Bergsma en mai 2015.

## Palmarès
- Jeux olympiques d'hiver

| Épreuve / Édition   | 500 mètres | 1 000 mètres | 1 500 mètres | 3 000 mètres | 5 000 mètres | Mass start | Poursuite par équipes               |
| JO 2010 Vancouver   | 6e         | 9e           | 16e          | —            | —            | —          | —                                   |
| JO 2014 Sotchi      | 8e         | 7e           | 7e           | —            | —            | —          | 6e                                  |
| JO 2018 Pyeongchang | 11e        | 8e           | 8e           | —            | —            | 11e        | Médaille de bronze, Jeux olympiques |

Légende :
- : première place, médaille d'or
- : deuxième place, médaille d'argent
- : troisième place, médaille de bronze
- : pas d'épreuve
- — : Non disputée par le patineur
- DSQ : disqualifiée

- Championnats du monde simple distance
  -  Médaille d'or du 500 m à Heerenveen en 2015.
  -  Médaille d'argent du 1 000 m à Heerenveen en 2015.
  -  Médaille de bronze du 1 000 m à Inzell en 2011.
  -  Médaille de bronze du 1 500 m à Heerenveen en 2015.
- Championnats du monde de sprint
  -  Médaille d'or à Salt Lake City en 2013.
  -  Médaille d'argent à Astana en 2015.
  -  Médaille de bronze à Nagano en 2014.

- Coupe du monde
  - Vainqueur du classement du 1 000 m en 2010-2011, 2012-2013 et 2013-2014.
  - 52 podiums individuels dont 21 victoires.

## Records personnels
| Épreuve | Temps         | Lieu           | Date             |
| ------- | ------------- | -------------- | ---------------- |
| 500 m   | 36 s 90       | Salt Lake City | 16 novembre 2013 |
| 1 000 m | 1 min 12 s 61 | Salt Lake City | 17 décembre 2013 |
| 1 500 m | 1 min 52 s 55 | Salt Lake City | 16 novembre 2013 |
| 3 000 m | 4 min 05 s 00 | Calgary        | 7 mars 2015      |